# Neoitamus fraternus
Neoitamus fraternus är en tvåvingeart som först beskrevs av Macquart 1846.  Neoitamus fraternus ingår i släktet Neoitamus och familjen rovflugor. Inga underarter finns listade i Catalogue of Life.